# Reforma universitaria (Chile)

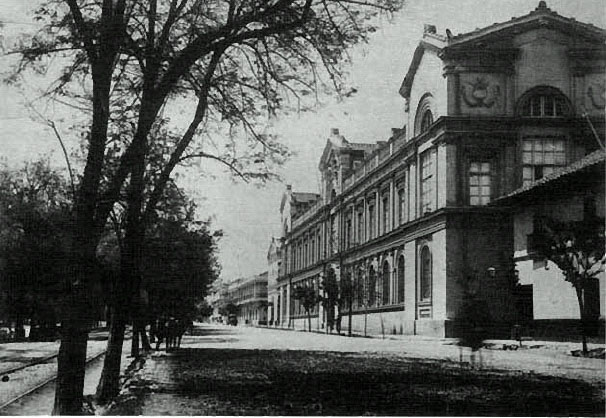
La Universidad de Chile, origen en 1920 de las primeras demandas por Reforma Universitaria en el país.

La Reforma Universitaria chilena fue un proceso de transformación administrativa, social, política y académica de las universidades de Chile inspirado en el homónimo proceso de 1918 en Argentina. Los inicios del proceso se remontan a 1920, desarrollándose durante buena parte del siglo XX. Pero la fase central (o más conocida) se produjo entre 1967 y 1973; impulsada por un movimiento de protesta estudiantil, que muchas veces contó con el apoyo de docentes y funcionarios. El movimiento de Reforma introdujo en Chile el debate sobre la necesidad de extensión y autonomía universitaria. Esta última fue aplicada en la Universidad de Chile a partir de 1931. Además, la reforma logró profundos cambios en la cultura académica (cátedras paralelas, libertad de cátedra, asistencia libre y programas interdisciplinarios) En algunos casos llevó al cogobierno (a partir de 1967) y, casi en todos los demás, a alguna instancias de representación de la comunidad universitaria en la toma de decisiones o generación de autoridades. Las reformas se podrían resumir en el principio de democratización: aplicado a la enseñanza, al acceso popular a la cultura y al funcionamiento de la propia institución universitaria. Este principio se enlazaba con el compromiso hacia los problemas sociales del país, representados principalmente por la desigualdad social, las necesidades de los grupos más desfavorecidos de la población y los desafíos del desarrollo. El periodo de Reforma fue clausurado abruptamente por el golpe militar de 1973, que instauró una política de contrarreforma de las universidades, por medio de la intervención militar de las instituciones, la persecución políticas y una nueva legislación.

## La etapa germinal: 1918-1964
El proceso tiene sus raíces históricas en la Reforma Universitaria de 1918, iniciada en la Universidad Nacional de Córdoba, Argentina, que propugnaba: la autonomía universitaria, el cogobierno, la extensión universitaria, la periodicidad de las cátedras, concursos públicos de oposición y antecedentes, concurrencia no obligatoria a clase, reemplazo de la clase magistral por labor en seminarios y libre debate de ideas. El movimiento de Córdoba se erigirá en un modelo para el estudiantado del resto del continente, en virtud de su americanismo y un discurso que reivindica la insurrección frente a la autoridad, al tiempo que eleva a la juventud estudiantil a la estatura de reserva ética de sociedad.

"Si en nombre del orden se nos quiere seguir burlando y embruteciendo, proclamamos bien alto el derecho a la insurrección. Entonces la única puerta que nos queda abierta a la esperanza es el destino heroico de la juventud. El sacrificio es nuestro mejor estímulo; la redención espiritual de las juventudes americanas nuestra única recompensa, pues sabemos que nuestras verdades lo son —y dolorosas— de todo el continente.
Manifiesto Liminar, de los estudiantes de Córdoba, 1918.

Por lo mismo, cobraba especial importancia la vinculación entre estudiantes y sociedad. "El solo universitario es una cosa espantosa", resumía Deodoro Roca, una de las figuras destacadas de Córdoba.
Este movimiento, al igual que otros elementos de la época, como el mayor protagonismo del movimiento obrero en Chile, el debate en las élites sobre lo que denominaron la "cuestión social", el fin de la Primera Guerra Mundial (1918) y la Revolución Rusa (1917), tuvo fuertes repercusiones en los estudiantes chilenos.

### Primera ola de la Reforma: La FECH (1918-1930)
La influencia de los principios originados en Córdoba se hizo sentir en Chile ya en 1918. De hecho los estudiantes chilenos se inscribieron en la primera ola continental de la Reforma universitaria.

El "destino americano" que los estudiantes argentinos habían intuido para la reforma universitaria se expresó en poco tiempo como una violenta onda que sacudió primero a Perú, luego a Chile, más tarde a Cuba, Colombia, Guatemala, Uruguay. Una segunda oleada, posterior a 1930, abarcará al Brasil, Paraguay, Bolivia, Ecuador, Venezuela, México.
Juan Carlos Portantiero

Los principios de la Reforma, sobre todo el ideal de compromiso entre universidad y sociedad, tuvieron gran repercusión. En Chile se había instalado pocos años antes, en 1906, la primera organización estudiantil de carácter nacional que existió en el mundo de habla hispana: la FECH, actualmente llamada Federación de Estudiantes de la Universidad de Chile (en esa época, simplemente "Federación de Estudiantes de Chile").
En ese contexto, se venían prefigurando en el país algunos de los principios propios de la Reforma. En 1912, por ejemplo, los estudiantes de Medicina de la Universidad de Chile desarrollaron acciones de solidaridad con los obreros del Norte, afectados por una epidemia de peste bubónica. Luego en 1918, la organización comienza a remarcar una identidad anarcosindicalista. Cuando en Argentina se producía el levantamiento universitario de Córdoba, la FECH creaba la Universidad Popular Lastarria, que tenía como fin entregar educación a las clases trabajadoras. El mismo año los líderes de la FECH -el presidente Santiago Labarca (radical) y el vicepresidente Juan Gandulfo (anarquista)- participan en la Asamblea Obrera de Alimentación Nacional; suerte de parlamento libre en que confluyen obreros, artesanos y estudiantes de diversas tendencias. Una instancia que tenía como fin enfrentar la difícil situación alimentaria del país, pero que sobre todo permitió cimentar las bases de una alianza entre obreros y estudiantes. A raíz de esta iniciativa, el 22 de noviembre marcharon en Santiago 50 000 manifestantes, protestando por las alzas de los alimentos. Un hecho que fue interpretado por las organizaciones xenófobas denominadas ligas patriótica como fruto de un supuesto complot digitado desde Perú.
En contraste, en 1918 se expresaba, en la primera Convención de la FECH, una de las características principales del movimiento estudiantil chileno de esos años: su internacionalismo pacifista, que se emparenta con el americanismo propio de las proclamas de los estudiantes cordobeses. Así, la Convención de la FECH de 1918 proponía trabajar por la "abolición simultánea de los ejércitos de todas las naciones".
Luego llega el año clave de 1920: es el año de una nueva Convención de la FECH, que se declara en lucha por el tradicional petitorio académico que había inspirado al movimiento de Córdoba.

Obtener la representación de los estudiantes en los organismos directivos de la enseñanza, la autonomía económica de la Universidad, el Estado docente y educación nacional gratuita y laica.
Convención de la FECH de 1920

### El saqueo de la FECH y el "Proceso de los Subversivos" (1920)

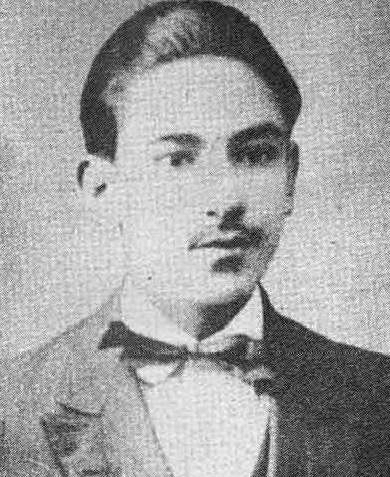
José Domingo Gómez Rojas, poeta y estudiante de la Universidad de Chile. Uno de los acusados en el "Proceso de los Subversivos". Murió internado en el manicomio de Santiago, tras ser incomunicado y sufrir severos maltratos en la cárcel.

Enfrentando la contingencia nacional, la FECH denunció la falsedad de la llamada Guerra de don Ladislao en 1920. Esta fue una curiosa maniobra política-militar que, a partir de una supuesta amenaza bélica peruana, dispuso una movilización general de tropas, con el fin de contrarrestar la efervescencia social y permitir sacar de Santiago a algunos regimientos que se suponían adeptos al candidato opositor, el liberal Arturo Alessandri, pues pese a resultar electo para la presidencia de República, el partido oficialista (conservador) había impugnado su elección. Denunciar este tinglado le valió a la FECH ser acusada de venderse al "oro peruano" en las páginas de los principales periódicos y en los discursos de legisladores oficialistas. De manera que al mediodía del 21 de julio de 1920, su sede ubicada en Ahumada 74 fue atacada por turbas de nacionalistas, conservadores y católicos. Los atacantes salieron de una multitud formada por la juventud aristocrática "y quienes querían parecérseles". El grupo había ido a vitorear a los regimientos, movilizados hacia las provincias del Norte, a lo largo del trayecto a la estación de trenes. En los balcones de la La Moneda, el presidente Juan Luis Sanfuentes y el senador Enrique Zañartu Prieto alentaban a las tropas y los manifestantes. Zañartu finalmente dirigió a la multitud para elogiar a los soldados, contrastando "sus nobles vidas con las de aquellos hijos de puta vendidos al oro peruano". Y fue más específico, acusando que esos "traidores" tenían su "cueva" a dos cuadras de allí. Tras lo cual la multitud se dirigió furiosa al local de la FECH, encabezada por dos oficiales del Ejército. En Ahumada 74, las pocas personas que estaban en la federación en ese momento salvaron sus vidas ocultándose en el techo, mientras los atacantes destrozaban el recinto, lanzaban un piano de cola a la calle desde los pisos superiores y hacían una hoguera con los libros de la biblioteca. Luego llevaron sus trofeos a la redacción de la revista Zig-Zag, para fotografiarse con ellos.

Elegantes patriotas asaltaron en pleno día, a la una de la tarde, la Federación de Estudiantes de Chile, saquearon el local y quemaron en la calle, pleno centro de Santiago, su biblioteca.
Oreste Plath

He visto que se les acusa de vendidos a la plata peruana. No podían acudir a otra argucia. Es lo de todas partes. Esos accionistas del patriotismo no se explican actitud ninguna si no es por el dinero, que es su único dios.
Miguel de Unamuno, Carta a los jóvenes chilenos.

En la noche del mismo día 21 de julio, un disparo hirió de muerte a un estudiante conservador de la Universidad Católica, Julio Covarrubias Freire, cuando la marcha nacionalista en la que participaba se topó con un grupo de contra manifestantes junto al Portal McClure, en la Plaza de Armas. Covarrubias cayó a pocos pasos de otro estudiante de la UC, Alberto Hurtado (futuro santo católico), que forcejeó con los contra manifestantes y recibió un golpe en la cabeza. A los pocos días, Hurtado se presentó como voluntario al Ejército, dispuesto a combatir la supuesta amenaza peruana.
Covarrubias tuvo un funeral de mártir. Y su muerte dio pie a que las autoridades ordenaran la detención de todos los líderes de la FECH, así como de numerosos obreros y estudiantes, aun cuando no existían pruebas que los involucraran en el hecho. Estas detenciones abrieron el llamado "Proceso de los Subversivos".

[El ministro en visita José Artorquiza y Líbano] condujo en pocos días a un centenar de obreros y estudiantes a poblar las prisiones inmundas de la capital; y sus rigores deliberados llevaron al hospital a Pedro Gandulfo, a la Casa de Observación de la Casa de Orates a Evaristo Lagos, y al Cementerio, de donde no se vuelve, a José Domingo Gómez Rojas [...] Los frutos emponzoñados siguen produciéndose. En el cerebro de Isidro Vidal ha florecido la locura, como la necesaria consecuencia de once meses de cárcel y de vejaciones.
Daniel Schweitzer; Revista Claridad, 1921.

Este «Proceso de los Subversivos» levantaría una ola de indignación, cuando uno de los detenidos, el poeta José Domingo Gómez Rojas falleció en la Casa de Orates de Santiago el 29 de septiembre de 1920, luego de que la incomunicación, torturas y malos tratos recibidos en la cárcel quebrantaron su salud física y mental. El sepelio de Gómez Rojas concitó una asistencia masiva, que se calcula en 40 000 personas, participantes de un cortejo de veinte cuadras de extensión. El ataúd, envuelto en una bandera roja se mostró frente a La Moneda, donde el presidente Sanfuentes instaló ametralladoras, creyendo que el escritor sería vengado por la multitud. En el funeral incluso se hicieron presentes algunos de los dirigentes de la FECH que se encontraban prófugos, como Santiago Labarca, «que habló detrás de unas grandes barbas postizas».
Una de las reacciones de la FECH ante estos hechos fue el lanzamiento, el 12 de octubre, de la revista Claridad. Una publicación que pretendía «aunar la labor de intelectuales y obreros». En ella colaborarían las principales figuras de esa generación estudiantil, entre quienes destacan el entonces estudiante Pablo Neruda (futuro Premio Nobel de Literatura), José Santos González Vera y Manuel Rojas (que llegaría a ser Premios Nacionales en la misma disciplina). Los dos últimos habían sido animados a dedicarse a la escritura por el fallecido Gómez Rojas. En Claridad tuvieron acogida las vanguardias artísticas. Así, por ejemplo, en 1920 la revista pública el Manifiesto Agú, de inspiración dadaísta, obra de Alberto Rojas Jiménez y Martín Bunster.
En cuanto un «tribunal de honor» confirmó la elección de Alessandri como presidente de la República, la amenaza de guerra en la frontera con Perú pareció esfumarse tan misteriosamente como había aparecido. La gran prensa cambió su trato hacia la FECH y el proceso contra sus dirigentes perdió fuerza. Pero, pese a todos estos avatares y al papel jugado por los estudiantes, Alessandri no concretó durante su gobierno las demandas de Reforma Universitaria levantadas por la FECH.
El proceso, pasada la emergencia política y la primera fase represiva, volverá a agudizarse en 1922, reenfocado ahora en la problemática universitaria. A partir de una huelga estudiantil son expulsados de la universidad numerosos dirigentes, las asambleas estudiantiles son amenazadas de desalojo por fuerza policial por parte de las autoridades, y el recinto de la universidad termina por amanecer militarizado, ocupado por el entonces Regimiento de Carabineros, por lo que los estudiantes, impedidos ahora de ingresar, como muestra de repudio cuelgan fuera del edificio un cartel con la inscripción "Cuartel General de Carabineros":

La Universidad nueva, reformada, es una cosa viva, plástica, flexible; ha dejado de ser la fría máquina encargada de fabricar profesionales y la oficina de despacho de los títulos anhelados...; la Universidad nueva coge los espíritus sanos, robustos, de los hombres y los educa sin desviarlos, los alecciona sin despotismo, los dignifica y los exalta. Este movimiento de reforma de las instituciones universitarias es para Chile de una imprescindible necesidad. Entre nosotros; más que en parte alguna, todos los males de las viejas formas de la Universidad se producen libremente sin que se conozcan asimismo sus bienes (si es que estos existen). Por eso es que en la obra de la reconstrucción de las instituciones educacionales superiores se encuentran unidos los pensamientos de todos los que de estos asuntos se preocupan, sin que les separen las diferencias de detalles, las pequeñas cosas que –una vez realizada la reforma– tratarán los diversos grupos de que se implanten en su integridad. Unidos todos los estudiantes en un solo deseo, encendidos todos en los ejemplos que se nos ofrecen, iremos gradualmente pero en forma rápida y decisiva, a hacer del viejo esqueleto, del armazón oxidado un organismo vigoroso, apto y eficaz.
Raúl Silva Castro, Los dos conceptos de universidad (1922).

### 1931: Autonomía universitaria para la U. de Chile
Años más tarde vendría la abierta oposición de la FECH a la dictadura del general Carlos Ibáñez (1927-1931); un gobierno que, en una primera instancia, concedió teóricamente -a través de decretos- la autonomía institucional y financiera a la Universidad de Chile (1927). Esta autonomía no se hizo realidad en los hechos. Más aún, ya no se pudo seguir publicando Claridad bajo el gobierno autoritario. Pero, más allá de estos asuntos que la afectaban directamente, la FECH tuvo un rol convencido y protagónico en el derrocamiento del régimen de facto.
Inmediatamente después la caída de Ibáñez (1931), durante el gobierno de Juan Esteban Montero, finalmente se consagra en los hechos la autonomía universitaria, que es incorporada en los estatutos de la Universidad de Chile. Esto posibilitó que la elección del rector la realizaran los decanos de la institución (y ya no fuera visada por el gobierno de turno). Además, se cimentó la autonomía en el plano financiero.
Esta autonomía no fue aplicada, sino años más tarde, a otras instituciones, como la Universidad Técnica del Estado (la que lo lograría en la década del 50).

### 1944: Avances reformistas en la U. de Chile
En 1944 los estudiantes de Pedagogía de la Universidad de Chile volvieron sobre muchas demandas históricas de la Reforma Universitaria relacionadas con la vida institucional: creación de cátedras paralelas, modificación del plan de estudios, intensificación de la práctica docente y cogobierno. El 31 de octubre terminó la huelga estudiantil de esa carrera con la aceptación por las autoridades de buena parte del petitorio. Así se abrió un ciclo de fructíferas movilizaciones en numerosas facultades de la misma institución. Este proceso dejó por largas décadas a la Universidad de Chile en una situación muy adelantada, respecto a la realidad institucional de, por ejemplo, la Universidad Católica.
Las victorias del movimiento estudiantil de 1944 fueron seguidas de un periodo de desmovilización, que sólo se rompió en 1957, con la decidida participación de la FECH en las protestas callejeras contra las alzas experimentadas durante el segundo gobierno de Ibáñez.

## El movimiento de 1967

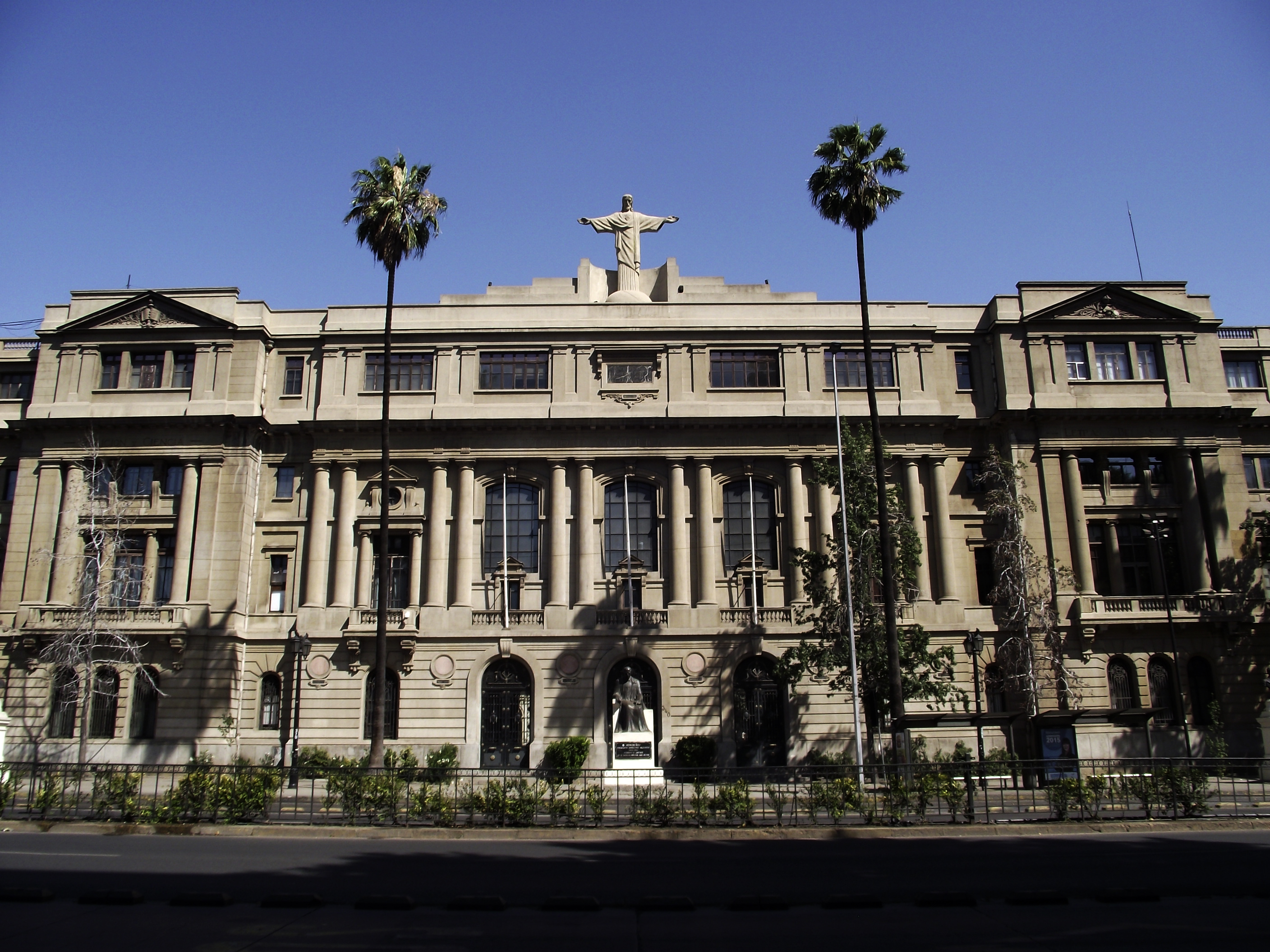
Casa Central de la Universidad Católica de Chile. La toma de este recinto en 1967 por la FEUC se convirtió en una de los eventos emblemáticos de la Reforma Universitaria de esos años.

### Revitalización de la Reforma
El antecedente directo del movimiento de Reforma Universitaria de 1967, fue la "Convención de Reforma Universitaria", organizada en 1966 por la FECH. La actividad coincidía con un período marcado por numerosos signos de cambio de época; como lo fueron la Revolución Cubana (1959), el Concilio Vaticano II (1962-1965) y el surgimiento de diversos movimientos juveniles asociados a corrientes contraculturales.
Todo esto dio origen a un movimiento pro Reforma, que en esa generación del 60 estuvo inicialmente asociados a grupos de la juventud democratacristiana (de centro), muchos de cuyos miembros terminarían derivando en años posteriores a la creación de organizaciones izquierdista (como el MAPU y la Izquierda Cristiana). A ellos también se sumarían, en definitiva, muchos militantes de izquierda (Juventudes Comunistas y Juventud Socialista), e incluso miembros de grupos revolucionarios (MIR), que se implicaron en el proceso.

### Movilizaciones
El 25 de mayo de 1961 los estudiantes de la Universidad Técnica del Estado (UTE) procedieron a ocupar todas las Sedes de esa universidad en un movimiento por la Reforma que daría frutos sólo en 1967, cuando se creó la primera Comisión de Reforma con participación de académicos y estudiantes.
Ese año, las movilizaciones se iniciaron el 15 de junio de 1967 en la Universidad Católica de Valparaíso (UCV), cuando los estudiantes se tomaron la Escuela de Arquitectura, con el apoyo decidido de los docentes, solicitando cogobierno, "universidad abierta" y que el rector fuera elegido por los académicos, no por la jerarquía católica. El movimiento de la UCV alcanzó sus principales objetivos en pocos días.
Pocas semanas más tarde, en agosto de 1967, llegó el proceso a la capital con la toma de la Casa Central la Universidad Católica de Chile (UC), acontecimiento que ahora alcanzó notoriedad nacional y levantó resistencias furibundas.
Ya al año siguiente (coincidiendo en el ámbito internacional con el espíritu del Mayo del 68 francés) se habían extendido las movilizaciones al resto de las principales universidades existentes en el país: Universidad Técnica Federico Santa María, Universidad Técnica del Estado, Universidad de Chile y Universidad de Concepción.
La profundización y la radicalización del movimiento se centraron en las aulas de la Universidad de Concepción, donde grupos de izquierda revolucionaria como el MIR, compelieron al gobierno de turno y al universitario a profundizar y definir ciertas demandas, específicamente la Democratización de los espacios universitarios.
Luciano Cruz Aguayo, estudiante de Medicina, de la Universidad de Concepción es elegido presidente de la Federación de Estudiantes de la U de Concepción FEC por el MUI, Movimiento Universitario de Izquierda brazo estudiantil del MIR. Será la primera elección de un militante del MIR en un organismo representativo. El MIR había sido creado a mediados del año 1965.
Todos estos movimientos lograron diferentes niveles de avance, alcanzando en muchos casos la participación de los estudiantes en la elección de rectores y diversas autoridades universitarias, así como el replanteamiento de la prioridades institucionales, que implicaron nuevos lineamientos en docencia e investigación científica, así como el reforzamiento de la labor de extensión, el aumento de plantas de académicos a tiempo completo y la implementación de programas interdisciplinarios.

### La toma de la Casa Central de la UC

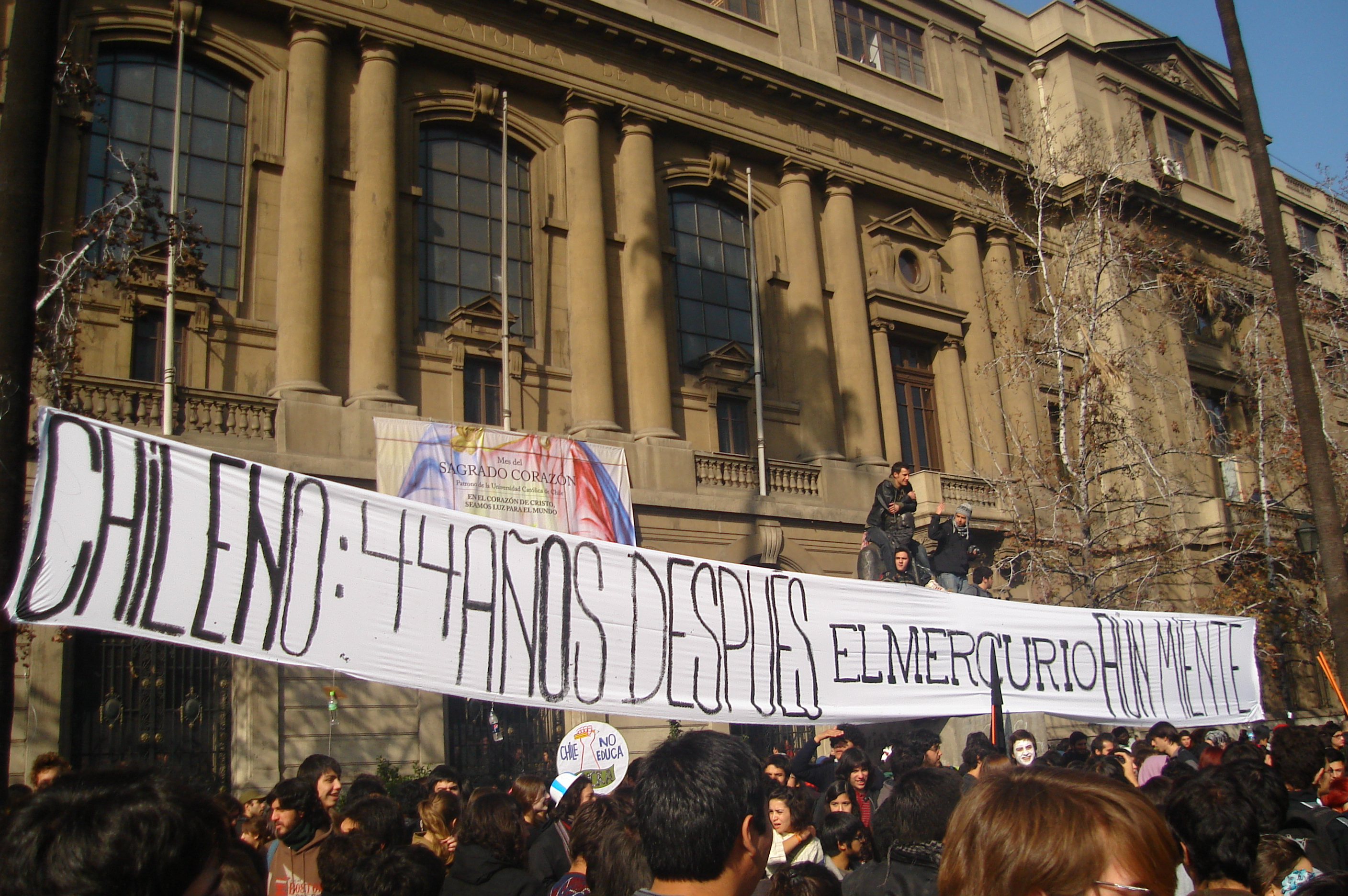
Cuatro décadas después de los suceso de 1967, el movimiento estudiantil aún hace referencia a la toma de la Casa Central de la Universidad Católica de Chile. En la foto se aprecia el despliegue de un lienzo con la frase «Chileno: 44 años después, El Mercurio aún miente» durante las protestas estudiantiles de 2011. Fue instalado en el mismo lugar donde fuera colgado el lienzo con la frase original.

La primera acción de protesta emblemática de la Reforma Universitaria fue la ya nombrada toma de la Casa Central del Universidad Católica, ubicada en la principal avenida de Santiago, por la FEUC (Federación de Estudiantes de la Universidad Católica) que presidía Miguel Ángel Solar. Durante esta acción, efectuada el 11 de agosto de 1967, los estudiantes (molestos con el tratamiento informativo que daba el principal periódico conservador del país a la movilización) desplegaron un lienzo con la leyenda: «Chileno, El Mercurio miente». El Mercurio había publicado que la toma era obra de grupos marxistas, cuando en realidad se trataba de estudiantes reformistas cristianos. La frase, en el contexto de la sociedad chilena de la época, resultaba una declaración especialmente rupturista y desafiante, por instalarse en lo que se consideraba un reducto del conservadurismo local. De hecho, en su calidad de consigna, «El Mercurio miente» trascendió en el tiempo (se le puede hallar hasta en el movimiento estudiantil chileno del 2011), como una expresión de disconformidad con las élites del país y su manejo mediático.
Un año después, habiendo dejado la presidencia de la FEUC y como parte del grupo Iglesia Joven, Miguel Ángel Solar, participaría nuevamente en una simbólica toma que una vez más acapararía la atención nacional: la de la Catedral de Santiago (11 de agosto de 1968), que mediante la ocupación del recinto por un día hacía un llamado «por una Iglesia junto al pueblo y su lucha».

### El gremialismo
Pero también en la UC surgiría el principal movimiento estudiantil reaccionario frente a la Reforma: el gremialismo, un grupo que mezclaba el tradicionalismo católico, influencias que entroncaban con el franquismo y el corporativismo, pregonado en el siglo XX por diversos grupos conservadores católicos y regímenes dictatoriales y fascistas (Getúlio Vargas, Oliveira Salazar, Mussolini y Hitler). 
El Movimiento Gremial de la Universidad Católica de Chile fue fundada en 1967 por el entonces estudiante Jaime Guzmán, bajo el alero del sacerdote Osvaldo Lira. Guzmán, al tiempo que acusaba a los reformistas de responder a intereses políticos partidistas (democratacristianos), lideró la resistencia a la ocupación de la universidad por parte de la FEUC e intentó tomarse a su vez el establecimiento para revertir la Reforma, aunque sin éxito. Sin embargo, una posterior baja en la participación de los reformistas en las elecciones estudiantiles y la rearticulación de los grupos conservadores, permitió al movimiento gremialista alcanzar victorias electorales en la federación.
Los gremialistas también atacaron al rector de la UC surgido de la Reforma, Fernando Castillo Velasco. Este había sido designado tras la toma de la Casa Central por el cardenal Raúl Silva Henríquez y ratificado por un claustro, en el que se permitió la participación estudiantil. Los ataques gremialista se centraban en que supuestamente el rector Castillo Velasco se dejaba manipular por la izquierda. Ante esta insistente oposición, el rector presentó su renuncia el 6 de mayo de 1970, solo para ser nuevamente elegido en el cargo por el claustro universitario, unas semanas después.
Pese a estos reveses, el movimiento gremialista lograría alcanzar el control de la Federación de Estudiantes de la Universidad Católica en 1969, manteniéndolo durante los años siguientes. Posteriormente Guzmán y otros llegarían a ostentar cargos políticos claves durante la dictadura militar que cerró abruptamente el periodo de Reforma Universitaria, cuando el golpe de Estado de 11 de septiembre de 1973 interrumpió el sistema democrático chileno, que daría lugar al comienzo una dictadura encabezado por Augusto Pinochet. Sin ir más lejos, Guzmán se transformó en uno de los redactores principales de la constitución impulsada por dicho régimen y aprobada mediante un plebiscito cuestionado por las diversas irregularidades formales que rodearon su celebración.

## Contrarreforma durante la dictadura militar

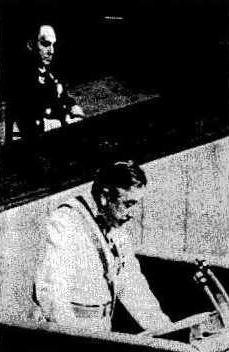
Augusto Pinochet, durante un discurso. A su espalda se encuentra el miembro de la Junta de Gobierno, General Gustavo Leigh.

### Intervención militar de las universidades
Desde el principio del período dictatorial, y como golpe de gracia a la Reforma, fueron intervenidas las instituciones de educación superior. El mismo día del golpe con asaltos militares y redadas en diversas sedes universitarias, que derivaron en detenciones masivas de estudiantes, académicos y funcionarios. Menos de un mes más tarde, se institucionaliza la política intervencionista con la designación de oficiales militares, en calidad de "rectores-delegados" investidos de poder total, que incluían de manera explícita la atribución de destituir académicos y expulsar estudiantes.

"Tales rectores concentrarían la plenitud de atribuciones y funciones que, con anterioridad, detentaban las diversas autoridades colegiadas y unipersonales de las universidades chilenas".
Informe Rettig

Por otro lado, la intervención militar de las universidades era entendida -al interior del régimen- como un primer paso hacia la reestructuración total del sistema de educación superior en un sentido contrario al obrado por la Reforma.

"(La) aplicación exitosa (de una nueva institucionalidad universitaria) supone (que) la etapa previa de depuración de los elementos anti-universitarios que se enquistaron en nuestra educación superior, se encuentre efectivamente terminada".
 Gral. Gustavo Leigh. Miembro de la Junta de Militar, 1974.

Por otro lado, los "rectores-delegados" designaron unilateralmente representantes estudiantiles proclives al gobierno. Se limitó la participación estudiantil en los asuntos internos a estos canales funcionales al régimen y se persiguió cualquier otra forma de organización.
En el contexto dictatorial de los primeros años, no hubo posibilidad de reacción estudiantil o académica alguna frente a estas intervenciones. Así lo hizo notar, ya a pocos días del Golpe, una de los principales figuras civiles del régimen:

"El país sabe que afronta una dictadura y lo acepta (...) Véase si no la increíble pasividad con que se ha recibido por el estudiantado la intervención de las universidades, medida que en todas partes ha suscitado violenta resistencia. Transformar la dictadura en ‘dicta-blanda’ sería un error de consecuencias imprevisibles".
 Jaime Guzmán. Minuta a la Junta Militar, 1973.

### Persecuciones
Consistentemente con esta política, a partir de 1973 gran cantidad de estudiantes, académicos y funcionarios fueron exonerados de la educación superior. De la misma manera, el aparato de seguridad del Estado persiguió tenazmente en las universidades a los opositores al régimen, por lo que muchos de ellos terminaron siendo víctimas de desaparición, tortura, relegación o exilio.

#### Desaparición
El Informe Rettig señala que entre las principales víctimas de las masivas desapariciones forzadas se encontraron los dirigentes estudiantiles, "tanto de la enseñanza superior como de la media".

#### Prisión política y tortura
La Comisión Valech, por su parte, estableció en su primer informe provisional que algo más del 15% de las personas que sufrieron "prisión política calificada" en Chile, entre 1973 y 1990, eran estudiantes (4.114 casos), de los cuales una gran cantidad sufrió torturas. Se debe aclarar que esta cifra no incorpora el aumento final de "casos calificados", que se ha incrementado notablemente en los sucesivos informes complementarios de la Comisión Valech. Porque aún no han sido publicada la tabulación de esos nuevos totales, en relación con variables tales como la condición de estudiante al momento de la detención. Tampoco hay información desagregada a nivel nacional respecto a las víctimas entre académicos y funcionarios universitarios, pero el registro de las comisiones oficiales indica que esos casos fueron numerosos.
Según la misma Comisión Valech, el porcentaje de estudiantes -dentro del total de los prisioneros políticos- fue aumentando progresivamente a medida que transcurría el régimen. En 1973 un 12% de estos presos correspondía a estudiantes. Entre 1974 y 1977 la cifra subió a 18,6%. Finalmente, en el periodo que va de 1978 a 1990, ser estudiante llegó a convertirse en la ocupación más común de la población confinada en los calabozos políticos, sumando un 25% de los casos. Esta etapa (1978-1990) es la misma en que se implementan las medidas más radicales de contrarreforma en las universidades.

#### Relegación
Cuando se acerca el inicio oficial de esta transformación institucional, con la Ley General de Universidades de 1981, se comenzará a recurrir -además- a la práctica de la relegación de opositores a zonas aisladas del país. Un atribución que el régimen se confirió a sí mismo el 7 de febrero de 1980, con la publicación del Decreto Ley N.º 3.168 que ponía en manos del ministro del Interior la posibilidad de relegar discrecionalmente a cualquier persona, sin presentar cargos contra ella. La medida fue principalmente ejercida contra los estudiantes universitarios; que entonces comenzaban a rearticularse, originando centros de estudiantes electos democráticamente en carreras aisladas. Fue el caso de, por ejemplo, 22 estudiantes de la UTE (detenidos junto a otras 75 personas cuando participaban de una peña folclórica), que en junio de 1980 fueron relegados a distintas localidades incomunicadas de la zona de Chiloé.
Acerca del impacto del exilio en las comunidades universitarias no existen estadísticas, pues hasta la fecha éste no ha sido cuantificado oficialmente en Chile.

### Medidas de contrarreforma

#### Universidades públicas: Fragmentadas y aranceladas

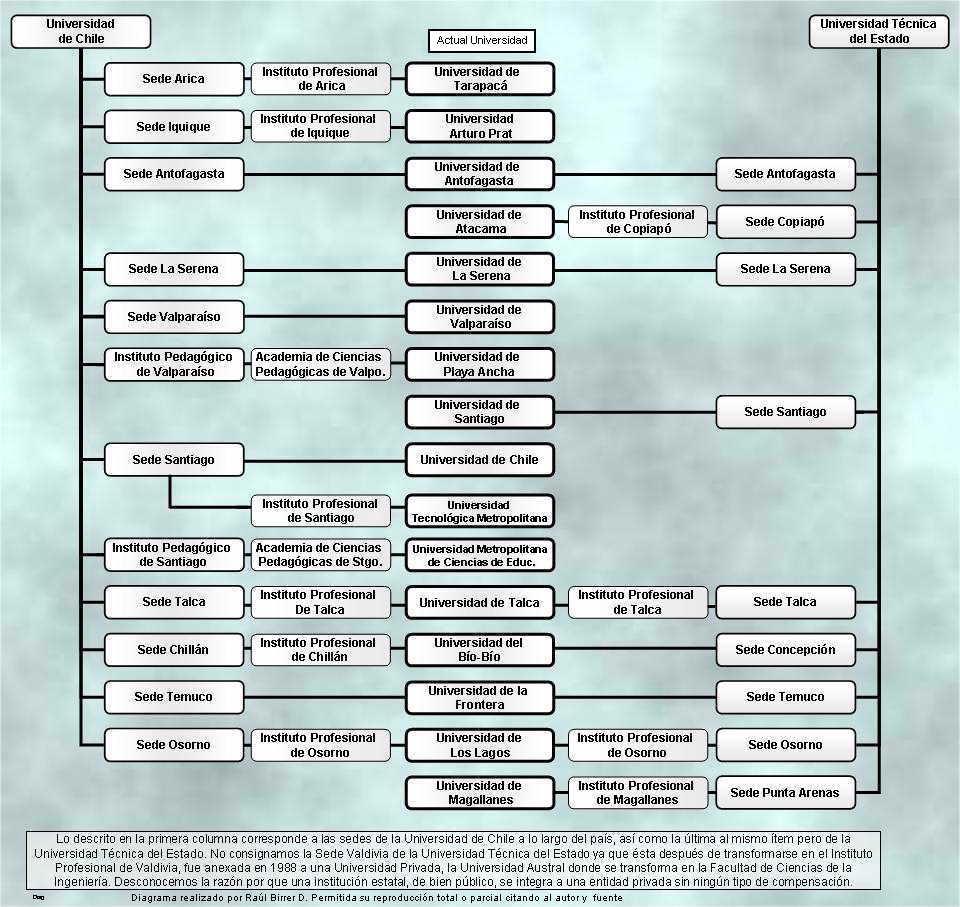
Esquema de la reestructuración de las universidades estatales efectuadas durante la dictadura militar (1981).

Entre tanto, el régimen insistía, en su discurso oficial, sobre los vicios y errores de la Reforma. De manera que, obviando muchos de sus aspectos académicos o sociales, el proceso fue reducido y presentado en sus facetas de cogobierno (que, en la óptica de la dictadura, había permitido la injerencia de jóvenes marxistas y politizados en decisiones que no les competían) y autonomía universitaria (que, en esos momentos de intervención de las casas de estudio, era desvirtuado aduciendo que implicaba falta de coordinación).

"Los movimientos de reforma que agitaron a las Universidades desde 1966 o 1967, no fueron sino movimientos políticos para cercenar autoridades, obtener la participación de alumnos y funcionarios administrativos en el gobierno universitario y afirmar la autonomía de cada corporación sin el más leve asomo de coordinación y planificación conjunta con otras universidades."
Contralmirante Hugo Castro. Ministro de Educación (1973).

El recuerdo de la Reforma Universitaria estableció —en la dictadura y sus adherentes— una fuerte asociación entre el mundo universitario y la disidencia política o agitación social. Esta consideración será -cómo se verá- una de las principales fuentes de una decidida contrarreforma al sistema de educación superior chileno. Un rediseño institucional que tiene sus bases en la "Directiva Presidencial sobre la Educación Nacional", despachada por Pinochet en 1979.

"(Alcanzar) la educación media, y en especial, la superior, constituye una situación de excepción para la juventud, y quienes disfruten de ella deben ganarla con esfuerzo... y además debe pagarse o devolverse a la comunidad nacional por quien pueda hacerlo ahora o en el futuro..."
Augusto Pinochet. Carta al ministro de Educación, 1979

Apoyando esta idea, el principal periódico favorable al gobierno editorializaba:

"... Si la educación es pagada, los jóvenes se dedicarán más a los estudios. La gratuidad de la educación superior fomenta el activismo".
El Mercurio, 1980.

Finalmente la Junta Militar promulgó esta política, por medio de la Ley General de Universidades, publicada en el verano de 1981, cuando los establecimientos se encontraban en receso estival. Esta ley decretaba la fragmentación de las dos grandes universidades públicas (que tenían sedes en diversas provincias), con el doble fin de atomizar cualquier movimiento estudiantil y descentralizar la gestión. Así, los planteles fueron segmentados en pequeñas universidades regionales y temáticas. La U de.Chile y la UTE terminaron subdivididas en 16 universidades. La U. de Chile conservó solo sus sedes santiaguinas. Además fue despojada de las carreras de Pedagogía (que eran consideradas un bastión histórico de la izquierda), Bibliotecología, Trabajo Social, Cartografía, Diseño y las instalaciones capitalinas de su Instituto Politécnico de la Universidad de Chile.
Además, la ley decretó, como había anunciado Pinochet en 1979, el fin de los aranceles diferenciados, que —en los hechos— permitían a la mayoría de los estudiantes acceder gratuitamente a la educación superior pública.

#### Opción por el sistema privado
En 1981 él tomó una opción clara por el desarrollo de nuevas universidades privadas (en teoría sin fines de lucro), en desmedro de las estatales ya existentes.

Yo conversé con Pinochet, yo estaba en el ministerio de Economía, y le dije "tiene que haber una opción de universidades privadas y mientras más haya, mejor para la estabilidad de este país y para los líos callejeros" [...] Le planteé: "basta que tres dirigentes que, normalmente, son de izquierda o de izquierda franca, de la Universidad de Concepción, de la Técnica del Estado, de la Chile y de la Católica también se pongan de acuerdo y el sistema universitario se paraliza".
Pablo Barahona

Algunas de estas iniciativas quedaron plasmadas en las Directivas Presidenciales de 1979, la Constitución de 1980, la Ley de Rducación Superior de 1981 y la Ley Orgánica Constitucional de Enseñanza, promulgada por Pinochet un día antes de abandonar el poder, el 10 de marzo de 1990.
Como paliativo a todos estos cambios se creó la Beca Presidente de la República en 1981, para ayudar algunos estudiantes que tuvieran méritos académicos a costear sus bienes.